# 40-я Славонская дивизия
40-я Славонская дивизия НОАЮ (сербохорв. 40. славонска дивизија НОВЈ/40. slavonska divizija NOVJ) — воинское формирование Народно-освободительной армии Югославии, участвовавшее во Второй мировой войне.

## История
40-я дивизия сформирована 15 июля 1944 близ Дарувара. В её состав вошли 16-я Молодёжная бригада «Йожа Влахович» и 18-я Славонская бригада. Дивизия была включена в состав 6-го Славонского корпуса НОАЮ. Командиром дивизии до декабря 1944 был Велько Ковачевич, после его должность занимал Саво Милянович.
В конце июля 1944 года дивизия приняла боевое крещение в Даруварской котловине. Вместе с 12-й и 28-й дивизиями участвовала в освобождении Бадлевины 2 августа, Кончаницы 9 августа и Грубишно-Поля 18 августа.
28 августа в её состав вошла Вировитицкая бригада. Тогда 40-я дивизия насчитывала около 4700 солдат. После этого дивизия перешла в район Славонска-Пожеги, где до сентября вела боевые действия. Вскоре вернулась в Даруварскую котловину: 14 сентября дивизия освободила Пакрац и Липик, а 16 сентября и Дарувар. С 25 по 26 сентября она освободила Подравску-Слатину, а в начале октября вместе с силами 10-го Загребского корпуса и 12-й дивизии освобождала Вировитицу и Питомачу.
С 13 по 16 октября 40-я дивизия участвовала в боях за Копривницу, а затем перебралась на железную дорогу Банова-Яруга-Батрина, где воевала до начала ноября, после этого перешла на дорогу Нашице — Осиек. С 18 по 28 ноября участвовала в боях за Нашице. 2 декабря дивизия освободила Плетерницу. В тот же день её подразделения вошли в Славонску-Пожегу, захватили здания спиртозаводца, больницы и некоторых гражданских зданий, которые пришлось вскоре оставить. В конце декабря 1944 года дивизия насчитывала 6278 человек.
К началу января 1945 года 40-я дивизия развернула бои на линии Плетерница — Нашице — Осиек. С января по апрель вместе с силами 10-го Загребского корпуса она действовала в районе Копривницы и Бьеловара при поддержке других сил 3-й армии. 31 января получила почётное название ударной.
В конце войны 40-я дивизия участвовала в боях в районе Папука и Пожегской котловины во взаимодействии с силами 1-й и 3-й армии. В первой половине апреля после затяжных боёв против немцев близ Нашице и Подгорача при поддержке 12-й дивизии сумела прорвать линию немецкой обороны. Во второй половине апреля дивизией были освобождены Нашице, Кутьево и Ветово. 21 апреля дивизия вошла в состав 3-й югославской армии. При поддержке 36-й Воеводинской дивизии ею было взято 1 мая Грубишно-Поле. Завершила 40-я дивизия войну на линии Крижевцы — Хум-на-Сутли — Лепоглава — Птуйская гора.